# سو ري
كيم سوري (بالكورية: 김소리)‏، المعروفة بأسم سوري فقط، هي مغنية وممثلة كورية جنوبية، عضو سابقة في الثنائي كوكوسوري ومشروع فرقة الفتيات ريل غيرلز بروجكت، تجيد سوري لغتها الأم الكورية، بجانب اللغات الإنجليزية واليابانية.

## الحياة والمهنة

### النشأة
ولدت كيم سو-ري في 21 يوليو 1990، في كوريا الجنوبية، وأنتقلت لاحقًا إلى اليابان لتكمل دراستها هناك  ، أصبحت كيم تقضي وقتًا كثيراً في المسارح في المدرسة حيث كانت مشجعة، صرحت كيم ان هذه الخطوة جعلتها تُحب المسرح من ذلك الحين، بعد ان أكملت دراستها في الكلية، عادت إلى كوريا الجنوبية لتبدأ مهنتها الموسيقية،

### المهنة
وقعت عقداً مع شركة المواهب «Mol Entertainment» في 2013، وظهرت لأول مرة كممثلة في الدراما «Hi! School: Love On» حيث لعبت دور طالبة ثانوية، بعد أن تدربت موسيقيًا لمدة ثلاث سنوات، ظهرت لأول مرة كمغنية مع الثنائي الموسيقي كوكوسوري ويتكون الثنائي من المغنية كوكو وسوري، أصدرن الثنائي أول أغنية لهم بعنوان «Dark Circle»، حيث تمت مقارنت صورتهم العامة بفرقة كرايون بوب بسبب إتجاه أغانيهن الغير تقليدية المتشابهة، كوكو و سو ري شاركو بأختبار لإختيار أعضاء لمشروع ريل غيرلز بروجكت في 6 مايو 2016، حيث تم قبول سو ري، ظهرت الفرقة بأغنية «Dream» في 24 أغسطس 2016، كعضوة في الفرقتين، روجت سو ري لنفسها بظهورها في عدة برامج متنوعة، أصدرت أغنيتها الفردية To Myself في 5 نوفمبر 2017.، أصدرت أغاني فردية أخرى مثل «Touch»    و «I'm Ready» ، أعلنت فرقة كوكوسوري عن إنفصالهم رسميًا في 6 مارس 2019  أكملت سو ري أنشطتها كمغنية فردية.

## الأعمال

### مسلسلات
| السنة | العنوان               | الدور        | ملاحظة      |
| ----- | --------------------- | ------------ | ----------- |
| 2022  | بولغاسال: أرواح خالدة | مين سانغ وون | دور الكاميو |

## روابط خارجية
- سو ري على موقع ميوزك برينز (الإنجليزية)